# Hated
«Hated» es una canción de la banda estadounidense de hardcore punk Beartooth, lanzado a través de Red Bull Records el 20 de mayo de 2016 como el cuarto sencillo de su segundo álbum de estudio Aggressive (2016).

## Antecedentes
"Hated" se estrenó en streaming a través de Revolver el 19 de mayo de 2016, antes de su lanzamiento digital al día siguiente como el segundo sencillo de Aggressive. Al hablar sobre el significado de la canción, Caleb Shomo declaró: "Esta canción habla de la individualidad y de cómo tantas personas son tan inseguras que simplemente te atacan por ser tú mismo, incluso llegando al punto de la ignorancia".
El dúo de rock acústico This Wild Life lanzó una versión de la canción el 17 de febrero de 2017 a través de Facebook.

## Composición
"Hated" fue escrita y producida por Caleb Shomo. La letra de la canción habla de "acusaciones autocríticas". Musicalmente, la canción se describe como hardcore punk y metalcore, con la voz predominantemente limpia de Shomo.

## Recepción crítica
Bradley Zorgdrager de Exclaim! declaró: «Parece que el odio hacia estos dientes se dirige a ellos por su metalcore pulido, que se mueve entre la agresividad y el pop punk mejor que cualquier otra banda desde A Day to Remember. El desglose de la canción muestra la primera faceta, con un desglose poco convencional similar al de Stray from the Path». Joe Trohman de Fall Out Boy calificó la canción como una «canción sólida».

## Video musical
El video musical de "Hated" se estrenó el 11 de julio de 2016 y fue dirigido por Jeb Hardwick. En el video, el grupo interpreta la canción en una habitación llena de ventanas triangulares en las paredes y el techo, con líneas brillantes a los lados.

## Lista de canciones
| Descarga digital |         |          |  |
| N.º              | Título  | Duración |  |
| 1.               | «Hated» | 3:31     |  |

| 7" Acústico – Hated/Sick of Me |                         |          |  |
| N.º                            | Título                  | Duración |  |
| 1.                             | «Hated» (acústico)      | 2:51     |  |
| 2.                             | «Sick of Me» (acústico) | 3:07     |  |

## Posicionamiento en lista
| Lista (2016–17)                               | Posición |
| --------------------------------------------- | -------- |
| Estados Unidos (Hot Rock & Alternative Songs) | 36       |